# Pießling-Ursprung
Koordinaten: 47° 41′ 33,8″ N, 14° 16′ 33,7″ O
Der Pießling-Ursprung ist eine Karstquelle im Gemeindegebiet von Roßleithen in Oberösterreich. Der Quelltopf liegt auf einer Höhe von 710 m ü. A. am Nordfuß des Toten Gebirges. Der Pießling-Ursprung weist die für Karstquellen typischen Schüttungsschwankungen auf. Die Quelle ist die bedeutendste Karstquelle des Toten Gebirges und besitzt neben den unter Wasser liegenden Teilen auch ein ausgedehntes lufterfülltes Gangsystem. Im Österreichischen Höhlenverzeichnis hat der Pießling-Ursprung die Katasternummer 1636/3. Er wurde 1978 zum Naturdenkmal erklärt.

## Daten
Im Durchschnitt treten rund 2.200 Liter Wasser pro Sekunde aus der Quelle aus. Bei der Schneeschmelze oder bei starken Hochwässern können es bis zu 40.000 Liter pro Sekunde sein. Die Quelle wird von einem unterirdischen Entwässerungssystem aus weit verzweigten Hohlräumen und Sammeladern gespeist. Das Wasser stammt aus dem Warscheneck, wo es auf einer Fläche von etwa 95 km² im Kalkgestein versickert und unterirdisch zur Quelle fließt. Die an der Quelle entspringende Pießling mündet nach etwa sieben Kilometern in die Teichl.

## Beschreibung
Der blaugrüne Quelltopf am Eingang zur Höhle ist 32 Meter tief. Der anschließende Unterwassergang wurde bis in eine Tiefe von ungefähr 80 Metern erforscht. Hinter dem Quelltopf befinden sich auch ausgedehnte lufterfüllte Gänge und Hallen, an deren Ende ein weiterer Siphonsee liegt. Dieser Siphon konnte bisher auf eine Länge von 120 Metern bei einer Tiefe von 40 Metern erforscht und vermessen werden. Bisher sind insgesamt etwa 1.500 Meter des ausgedehnten Höhlensystems erforscht.
Erste Tauchgänge wurden im Jahre 1962 unternommen. Aufgrund eines Tauchunfalles im Jahr 1987, bei dem eine Taucherin und ein zu ihrer Rettung eingesetzter Gendarm ums Leben kamen, ist das Tauchen im Quelltopf aber derzeit verboten.
An den Quelltopf schließt sich eine Flussstrecke mit starkem Gefälle an. An dieser befinden sich mehrere zum Teil restaurierte Mühlen, Hammerwerke und das Sensenwerk Roßleithen.